# 聖伊內斯 (加利福尼亞州)
聖伊內斯（英語：Santa Ynez）是位於美國加利福尼亞州聖巴巴拉縣的一個人口普查指定地區。

## 地理
聖伊內斯的座標為34°36′43″N 120°05′18″W / 34.61194°N 120.08833°W，而該地最高點為海拔高度185米（即607英尺）。

## 人口
根據2010年美國人口普查的數據，聖伊內斯的面積為13.321平方公里，當中陸地面積為13.302平方公里，而水域面積為0.019平方公里。當地共有人口4,418人，而人口密度為每平方公里331人。